# Morti il 7 maggio
| Questa pagina contiene informazioni ricavate automaticamente dalle voci biografiche con l'ausilio del template Bio e di un bot. L'aggiornamento è periodico e automatico e ricostruisce completamente la pagina. Se manca una persona in questa lista, sei pregato di non aggiungerla, ma accertati piuttosto che la sua voce biografica contenga il template Bio e che i dati anagrafici siano correttamente compilati. Se il template Bio manca, inseriscilo tu stesso o, in alternativa, metti l'avviso {{tmp\|Bio}} che ne segnala la mancanza. Se i dati riportati sono sbagliati, correggi direttamente la voce biografica; le modifiche saranno visibili in questa lista entro pochi giorni. Per chiarimenti vedi il progetto biografie. La lista contiene solo le 494 persone che sono citate nell'enciclopedia e per le quali è stato implementato correttamente il template Bio. Pagina aggiornata al 17 ago 2025. |

## VII secolo(1)
- 644 - Maurelio di Voghenza, vescovo e santo siro

## VIII secolo(1)
- 721 - Giovanni di Beverley, monaco cristiano, vescovo e santo britannico

## X secolo(1)
- 973 - Ottone I di Sassonia, sovrano tedesco (n. 912)

## XI secolo(2)
- 1014 - Bagrat III di Georgia, sovrano georgiano
- 1065 - Gisella di Baviera, principessa tedesca

## XII secolo(3)
- 1107 - Eufemia, nobile bizantina
- 1156 - Ratibor I di Pomerania, nobile
- 1166 - Guglielmo I di Sicilia, sovrano (n. 1121)

## XIII secolo(7)
- 1205 - Ladislao III d'Ungheria, re ungherese
- 1231 - Beatrice II di Borgogna, nobile
- 1234 - Ottone II di Borgogna, nobile italiano
- 1243 - Hugh d'Aubigny, V conte di Arundel, conte
- 1279 - Alberto di Villa d'Ogna, religioso italiano (n. 1214)
- 1294 - Giovanni I di Brabante, duca (n. 1253)
- 1297 - Simon d'Armentières, cardinale francese

## XIV secolo(2)
- 1334 - Maria di Savoia, principessa (n. 1298)
- 1380 - Butautas, nobile lituano

## XV secolo(8)
- 1402 - Amedeo di Savoia-Acaia, principe (n. 1363)
- 1440 - Federico IV di Turingia, nobile tedesco
- 1449 - Alexander di Islay, Conte di Ross, nobile e militare scozzese
- 1449 - Puccio Pucci, politico italiano (n. 1389)
- 1462 - Pasquale Malipiero, politico e diplomatico italiano
- 1479 - Zanobi Machiavelli, pittore e miniaturista italiano (n. 1418)
- 1482 - Diether von Isenburg, vescovo cattolico tedesco (n. 1412)
- 1491 - Benoît di Montferrand, vescovo cattolico svizzero

## XVI secolo(9)
- 1508 - Nilo di Sora, monaco cristiano e mistico russo (n. 1433)
- 1523 - Antonio Grimani, politico italiano (n. 1434)
- 1523 - Franz von Sickingen, militare tedesco (n. 1481)
- 1539 - Ottaviano Petrucci, editore musicale italiano (n. 1466)
- 1553 - Marco Antonio Campeggi, vescovo cattolico italiano
- 1582 - Federigo Barbolani da Montauto, condottiero e politico italiano (n. 1513)
- 1586 - Galeazzo Caracciolo, nobile italiano (n. 1517)
- 1592 - Alfonso Gonzaga, condottiero italiano (n. 1541)
- 1592 - Marcantonio Gonzaga, vescovo cattolico italiano (n. 1543)

## XVII secolo(14)
- 1602 - Alessandro Luzzago, teologo, filosofo e educatore italiano (n. 1551)
- 1617 - David Fabricius, astronomo olandese (n. 1564)
- 1617 - Jacques-Auguste de Thou, magistrato, storico e scrittore francese (n. 1553)
- 1620 - Giorgio Odescalchi, vescovo cattolico italiano (n. 1564)
- 1628 - Tomaso Malvenda, storico, filosofo e teologo spagnolo (n. 1566)
- 1631 - Giovanni Tiepolo, patriarca cattolico italiano (n. 1570)
- 1633 - Bartolommeo Salvestrini, pittore italiano (n. 1599)
- 1657 - Nabeshima Katsushige, militare giapponese (n. 1580)
- 1662 - Lucrezia Orsina Vizzana, cantante, organista e compositrice italiana (n. 1590)
- 1667 - Johann Jakob Froberger, compositore, clavicembalista e organista tedesco (n. 1616)
- 1676 - Henri Valois, filologo e storico francese (n. 1603)
- 1682 - Fëdor III di Russia, sovrano (n. 1661)
- 1683 - Stefano Gradi, scienziato, filosofo e poeta dalmata (n. 1613)
- 1695 - Gaudenzio Roberti, teologo italiano (n. 1655)

## XVIII secolo(26)
- 1718 - Maria Beatrice d'Este, regina (n. 1658)
- 1724 - Claude de Ramezay, funzionario francese (n. 1659)
- 1725 - Paolo Francesco Carli, abate, religioso e poeta italiano (n. 1652)
- 1728 - Rosa Venerini, religiosa e educatrice italiana (n. 1656)
- 1731 - Giovanni Camillo Sagrestani, pittore italiano (n. 1660)
- 1733 - George Cholmondeley, II conte di Cholmondeley, ufficiale inglese (n. 1666)
- 1737 - Giovanni Domenico Santorini, anatomista italiano (n. 1681)
- 1749 - Jean-Jacques Amelot de Chaillou, politico francese (n. 1689)
- 1758 - Carolina di Erbach-Fürstenau, sovrana tedesca (n. 1700)
- 1764 - Carlo Murena, architetto italiano (n. 1713)
- 1771 - Matteo Caraman, arcivescovo cattolico e filologo dalmata (n. 1700)
- 1773 - Christian Gottlieb Ludwig, botanico e medico tedesco (n. 1709)
- 1776 - Maria Anna Giuseppa di Baviera, principessa tedesca (n. 1734)
- 1777 - Charles de Brosses, magistrato, filosofo e linguista francese (n. 1709)
- 1777 - Francesco Martinez, architetto italiano (n. 1718)
- 1780 - Matteo Jacuzio, abate e scrittore italiano (n. 1716)
- 1782 - Enrichetta Maria di Brandeburgo-Schwedt, nobildonna (n. 1702)
- 1793 - Pietro Nardini, compositore e violinista italiano (n. 1722)
- 1793 - Johan Zoutman, ammiraglio olandese (n. 1724)
- 1795 - Claude-Louis Châtelet, pittore, disegnatore e incisore francese (n. 1753)
- 1795 - Antoine Quentin Fouquier-Tinville, magistrato e rivoluzionario francese (n. 1746)
- 1795 - Martial Herman, politico francese (n. 1759)
- 1795 - Jedediah Strutt, imprenditore e inventore inglese (n. 1726)
- 1799 - Gennaro Clemente Francone, arcivescovo cattolico italiano (n. 1728)
- 1800 - Niccolò Piccinni, compositore italiano (n. 1728)
- 1800 - Jean-Baptiste Michel Vallin de La Mothe, architetto francese (n. 1729)

## XIX secolo(58)
- 1805 - William Petty, II conte di Shelburne, nobile e politico inglese (n. 1737)
- 1806 - Tommaso d'Avalos, politico e diplomatico italiano (n. 1752)
- 1811 - Richard Cumberland, scrittore e drammaturgo inglese (n. 1732)
- 1812 - John Colter, esploratore statunitense (n. 1774)
- 1815 - Luigi Gaetano Marini, storico, archeologo e giurista italiano (n. 1742)
- 1818 - Leopold Koželuh, compositore, pianista e editore musicale ceco (n. 1747)
- 1823 - Carlo Filippo Aldrovandi Marescotti, nobile, imprenditore e mecenate italiano (n. 1763)
- 1825 - Johann Gabriel Chasteler de Courcelles, generale austriaco (n. 1763)
- 1825 - Antonio Salieri, compositore italiano (n. 1750)
- 1826 - Jean-Jacques-François Le Barbier, pittore francese (n. 1738)
- 1829 - Mauro Giuliani, chitarrista, compositore e violoncellista italiano (n. 1781)
- 1836 - Norbert Burgmüller, musicista tedesco (n. 1810)
- 1839 - José María Heredia, poeta cubano (n. 1803)
- 1840 - Caspar David Friedrich, pittore tedesco (n. 1774)
- 1840 - Massimiliano Camillo VIII Massimo, I principe di Arsoli, nobile italiano (n. 1770)
- 1842 - Pietro Abbati Marescotti, matematico italiano (n. 1768)
- 1842 - Muhammad Ali Shah, sovrano indiano (n. 1746)
- 1845 - Carlo Donegani, ingegnere italiano (n. 1775)
- 1845 - Francisco de São Luiz Saraiva, cardinale e patriarca cattolico portoghese (n. 1766)
- 1849 - William Jenkins Worth, generale statunitense (n. 1794)
- 1851 - Johann Benckiser, chimico tedesco (n. 1782)
- 1855 - Giovanni Aloisio III di Oettingen-Spielberg, principe tedesco (n. 1788)
- 1858 - Sher Singh Attariwalla, indiano
- 1859 - Carlo Bartolomeo Romilli, arcivescovo cattolico italiano (n. 1794)
- 1861 - László Teleki, politico e scrittore ungherese (n. 1811)
- 1863 - Stefano Elia Marchetti, patriota e militare italiano (n. 1839)
- 1863 - Earl Van Dorn, generale statunitense (n. 1820)
- 1866 - Oreste Biancoli, politico italiano (n. 1806)
- 1866 - Carlos A. Waite, generale statunitense (n. 1797)
- 1868 - Henry Brougham, I barone Brougham e Vaux, politico britannico (n. 1778)
- 1868 - Costanzo Ferrari, scrittore, giornalista e saggista italiano (n. 1815)
- 1868 - Eusébio de Queirós, magistrato e politico brasiliano (n. 1812)
- 1870 - Bernhard Seyfert, ginecologo austriaco (n. 1817)
- 1873 - Salmon Portland Chase, politico e giurista statunitense (n. 1808)
- 1876 - Johann Dominik Mahlknecht, scultore austriaco (n. 1793)
- 1876 - Franz von Pocci, illustratore, scrittore e musicista tedesco (n. 1807)
- 1877 - Cervo Zoppo, condottiero nativo americano
- 1877 - John Kenrick, storico e traduttore inglese (n. 1788)
- 1877 - Pasquale Loschiavo, politico italiano (n. 1811)
- 1879 - Charles De Coster, scrittore belga (n. 1827)
- 1880 - Luís Alves de Lima e Silva, militare e politico brasiliano (n. 1803)
- 1881 - Giovanni Garelli, medico e politico italiano (n. 1825)
- 1885 - Anton von Petz, ammiraglio austriaco (n. 1819)
- 1885 - William Ward, I conte di Dudley, nobile inglese (n. 1817)
- 1886 - François Pollen, naturalista olandese (n. 1842)
- 1887 - Johan Erhard Areschoug, botanico svedese (n. 1811)
- 1887 - Samuel Cousins, incisore inglese (n. 1801)
- 1889 - Alessandro Bazzani, abate e drammaturgo italiano (n. 1807)
- 1890 - Natal'ja Stepanovna Apraksina, nobildonna russa (n. 1794)
- 1890 - Ekaterina Sergeevna Šeremeteva, nobildonna russa (n. 1813)
- 1895 - Bernardino da Portogruaro, francescano e arcivescovo cattolico italiano (n. 1822)
- 1895 - Joseph Marmette, storico e romanziere canadese (n. 1844)
- 1895 - Alexander August Wilhelm von Pape, generale prussiano (n. 1813)
- 1896 - Luigi Galimberti, cardinale e arcivescovo cattolico italiano (n. 1836)
- 1896 - Henry Howard Holmes, truffatore e serial killer statunitense (n. 1861)
- 1897 - Ion Ghica, politico rumeno (n. 1816)
- 1897 - Enrico d'Orléans, nobile, politico e generale francese (n. 1822)
- 1899 - Esma Sultan, principessa ottomana (n. 1873)

## XX secolo(218)
- 1901 - Dimităr Grekov, politico bulgaro (n. 1847)
- 1902 - Agostino Roscelli, presbitero italiano (n. 1818)
- 1903 - Émile Durand, compositore, teorico della musica e insegnante francese (n. 1830)
- 1904 - Manuel Candamo, politico peruviano (n. 1841)
- 1905 - Leo Petritsch, alpinista, speleologo e economista austriaco (n. 1876)
- 1905 - Victor Wolf von Glanvell, alpinista, insegnante e scrittore austriaco (n. 1871)
- 1906 - Pietro Calcagno, attivista, anarchico e pubblicista italiano (n. 1858)
- 1906 - Max Judd, scacchista statunitense (n. 1851)
- 1907 - Ezra F. Kysor, architetto statunitense (n. 1835)
- 1907 - Harry Swepstone, calciatore inglese (n. 1859)
- 1908 - Eduard Glaser, arabista, archeologo e esploratore austriaco (n. 1855)
- 1908 - Ludovic Halévy, librettista e commediografo francese (n. 1834)
- 1909 - Joachim Andersen, flautista danese (n. 1847)
- 1909 - Hermann Osthoff, linguista tedesco (n. 1847)
- 1910 - Thomas F. Byrnes, investigatore statunitense (n. 1842)
- 1910 - Emil Kautzsch, orientalista tedesco (n. 1841)
- 1910 - Giuseppe Alessandro Piola Caselli, ammiraglio italiano (n. 1824)
- 1910 - Joseph Taylor, cantante inglese (n. 1833)
- 1911 - Michael Masing, generale russo (n. 1836)
- 1913 - Giovanni Quistini, avvocato e politico italiano (n. 1841)
- 1915 - Marie Depage, infermiera belga (n. 1872)
- 1915 - Justus Miles Forman, scrittore e commediografo statunitense (n. 1875)
- 1915 - Charles Frohman, impresario teatrale statunitense (n. 1856)
- 1915 - Elbert Hubbard, scrittore, filosofo e artista statunitense (n. 1856)
- 1916 - Edmund Harbitz, avvocato e politico norvegese (n. 1861)
- 1917 - Albert Ball, aviatore britannico (n. 1896)
- 1917 - Francesco Antonio d'Arco, imprenditore e politico italiano (n. 1848)
- 1919 - Pompeo Calvia, scrittore e poeta italiano (n. 1857)
- 1921 - Paolo Orengo, militare e politico italiano (n. 1828)
- 1924 - Dimităr Blagoev, politico bulgaro (n. 1856)
- 1924 - Jaroslav Čížek, calciatore boemo (n. 1887)
- 1924 - Georg Selenius, ginnasta norvegese (n. 1884)
- 1925 - Romeo Antoniazzi, liutaio italiano (n. 1862)
- 1925 - Auguste Pavie, diplomatico, esploratore e scrittore francese (n. 1847)
- 1925 - Emilio Quadrelli, scultore italiano (n. 1863)
- 1925 - Boris Savinkov, scrittore, rivoluzionario e politico russo (n. 1879)
- 1925 - Doveton Sturdee, ammiraglio britannico (n. 1859)
- 1926 - Francesco Coppola, pedagogista e scrittore italiano (n. 1858)
- 1926 - Enrico Gemelli, attore teatrale e commediografo italiano (n. 1841)
- 1926 - Lillian Lawrence, attrice teatrale statunitense (n. 1868)
- 1926 - Howard Van Doren Shaw, architetto statunitense (n. 1869)
- 1927 - Silvio Pellerano, avvocato, dirigente d'azienda e politico italiano (n. 1858)
- 1928 - Aleksandr Afanas'evič Spendjarov, compositore e direttore d'orchestra armeno (n. 1871)
- 1929 - Ignazio Efrem II Rahmani (n. 1848)
- 1930 - Giuliano Kremmerz, esoterista italiano (n. 1861)
- 1931 - Richard Waghorn, aviatore e militare britannico (n. 1904)
- 1932 - Claudio Angelo Giuseppe Calabrese, vescovo cattolico italiano (n. 1867)
- 1932 - Paul Doumer, politico francese (n. 1857)
- 1932 - Pietro del Montenegro, montenegrino (n. 1889)
- 1933 - Obizzo Malaspina di Carbonara, diplomatico e politico italiano (n. 1855)
- 1933 - Nelly Neppach, tennista tedesca (n. 1898)
- 1934 - Eugenio Blais, pittore italiano (n. 1860)
- 1935 - Charles Gordon-Lennox, VIII duca di Richmond, nobile, militare e politico britannico (n. 1870)
- 1937 - Giovanni Alfredo Cesareo, poeta, critico letterario e drammaturgo italiano (n. 1860)
- 1938 - Benjamin Abrahão Botto, fotografo libanese (n. 1890)
- 1938 - Octavian Goga, politico e poeta rumeno (n. 1881)
- 1938 - Papa Charlie Jackson, musicista statunitense (n. 1887)
- 1939 - Francesco Paleari, presbitero e predicatore italiano (n. 1863)
- 1939 - Antonio Taramelli, archeologo italiano (n. 1868)
- 1940 - George Lansbury, politico britannico (n. 1859)
- 1941 - James George Frazer, antropologo e storico delle religioni scozzese (n. 1854)
- 1942 - Tommaso Latini, militare italiano (n. 1893)
- 1942 - Edgars Rūja, cestista e calciatore lettone (n. 1911)
- 1942 - Felix Weingartner, compositore e direttore d'orchestra austriaco (n. 1863)
- 1943 - Wade Boteler, attore e sceneggiatore statunitense (n. 1888)
- 1943 - Frank Greer, canottiere statunitense (n. 1879)
- 1943 - Heinrich Lüders, orientalista, indologo e linguista tedesco (n. 1869)
- 1943 - Franco Mezzadra, militare e marinaio italiano (n. 1918)
- 1943 - Ali Fethi Okyar, politico turco (n. 1880)
- 1944 - Luigi Canzanelli, militare e partigiano italiano (n. 1921)
- 1944 - Victor Colomban Dreyer, arcivescovo cattolico francese (n. 1866)
- 1945 - Kalmi Baruh, ispanista bosniaco (n. 1896)
- 1945 - Luigi Canali, partigiano e esperantista italiano (n. 1912)
- 1945 - Kenneth Craik, psicologo scozzese (n. 1914)
- 1945 - Luigi Giorgi, militare italiano (n. 1913)
- 1946 - Ferdinand Boberg, architetto svedese (n. 1860)
- 1946 - Anton Mussert, ingegnere e politico olandese (n. 1894)
- 1947 - Carlo Bazzi, pittore italiano (n. 1875)
- 1947 - Francesco Cucca, scrittore e poeta italiano (n. 1882)
- 1947 - Thupten Jampel Yishey Gyantsen, monaco buddhista e politico tibetano (n. 1910)
- 1947 - Forest Montgomery, tennista statunitense (n. 1874)
- 1947 - Franz Weber, calciatore austriaco (n. 1888)
- 1948 - Achille Consoli, direttore di coro, direttore d'orchestra e compositore italiano (n. 1886)
- 1948 - Edoardo Vitale, direttore d'orchestra italiano (n. 1872)
- 1949 - Josef Velenovský, botanico e micologo ceco (n. 1858)
- 1950 - Steve Clemente, attore statunitense (n. 1882)
- 1950 - Gavino Dessì Deliperi, politico e avvocato italiano (n. 1875)
- 1951 - Warner Baxter, attore e cantante statunitense (n. 1889)
- 1951 - Vasilij Ulrich, giurista sovietico (n. 1889)
- 1952 - Juan Bautista Pérez, avvocato e politico venezuelano (n. 1869)
- 1953 - Charles Mulder, bobbista e hockeista su ghiaccio belga (n. 1897)
- 1953 - Gioacchino Russo, ingegnere, militare e politico italiano (n. 1865)
- 1954 - Henry Hosey Davis, compositore di scacchi britannico (n. 1855)
- 1954 - Giovanni Gerbi, ciclista su strada italiano (n. 1885)
- 1954 - Antonino Sartini, pittore italiano (n. 1889)
- 1954 - Ernest Weekley, lessicografo e filologo britannico (n. 1865)
- 1955 - Alberto Collo, attore italiano (n. 1883)
- 1956 - George Bretz, giocatore di lacrosse canadese (n. 1880)
- 1956 - Josef Hoffmann, architetto austriaco (n. 1870)
- 1957 - Zenón Noriega Agüero, generale e politico peruviano (n. 1900)
- 1957 - Wilhelm Filchner, geografo, esploratore e scrittore tedesco (n. 1877)
- 1957 - Arnold van Gennep, antropologo francese (n. 1873)
- 1957 - Charles King, attore statunitense (n. 1895)
- 1957 - Giancarlo Vallauri, ingegnere, ammiraglio e docente italiano (n. 1882)
- 1958 - Jules Baierlé, calciatore svizzero (n. 1887)
- 1958 - Adriano Giovannetti, giornalista, regista e sceneggiatore italiano (n. 1884)
- 1958 - Sheldon Lewis, attore statunitense (n. 1868)
- 1958 - Josef von Maier, aviatore austro-ungarico (n. 1899)
- 1959 - Gerardo Bortoletti, calciatore e arbitro di calcio italiano (n. 1889)
- 1959 - Samuel Hoare, politico britannico (n. 1880)
- 1959 - Crisanto Luque Sánchez, cardinale e arcivescovo cattolico colombiano (n. 1889)
- 1961 - Michel Dupoix, calciatore francese (n. 1893)
- 1961 - Carmel Snow, giornalista irlandese (n. 1887)
- 1962 - Jimmy Conlin, attore statunitense (n. 1884)
- 1962 - Paolo De Barbieri, liutaio italiano (n. 1889)
- 1963 - Max Miller, comico e attore britannico (n. 1894)
- 1963 - Hugo Valentin, storico svedese (n. 1888)
- 1963 - Essie Whitman, cantante statunitense (n. 1882)
- 1964 - Adele Albieri, scrittrice italiana (n. 1877)
- 1964 - Rune Bergström, calciatore svedese (n. 1891)
- 1964 - Geoffrey Holmes, hockeista su ghiaccio britannico (n. 1894)
- 1964 - Axel Norling, ginnasta, tuffatore e tiratore di fune svedese (n. 1884)
- 1965 - Paolina Olga di Württemberg, principessa (n. 1877)
- 1965 - Charles Sheeler, pittore e fotografo statunitense (n. 1883)
- 1966 - Stanisław Jerzy Lec, scrittore, poeta e aforista polacco (n. 1909)
- 1966 - Raúl Pateras Pescara, inventore, imprenditore e aviatore argentino (n. 1890)
- 1967 - Anne Bauchens, montatrice statunitense (n. 1882)
- 1967 - Judith Evelyn, attrice statunitense (n. 1909)
- 1967 - Giuseppe Merlin, sollevatore italiano (n. 1891)
- 1967 - Remigio Vigliero, generale e partigiano italiano (n. 1895)
- 1967 - Erik Wallerius, velista svedese (n. 1878)
- 1968 - Luis Brunetto, triplista e lunghista argentino (n. 1901)
- 1968 - Mike Spence, pilota di Formula 1 britannico (n. 1936)
- 1968 - Lurleen Wallace, politica statunitense (n. 1926)
- 1969 - Lajos Czeizler, calciatore e allenatore di calcio ungherese (n. 1893)
- 1970 - Henry Noble MacCracken, docente statunitense (n. 1880)
- 1971 - Alfio Di Grazia, politico italiano (n. 1897)
- 1971 - Luigi Maffeo, arcivescovo cattolico italiano (n. 1915)
- 1971 - Ruth Royce, attrice statunitense (n. 1893)
- 1971 - Adolfo Salminci, politico e avvocato italiano (n. 1884)
- 1972 - Ralph Eugene Meatyard, fotografo statunitense (n. 1925)
- 1972 - Rosa Porten, attrice, sceneggiatrice e regista tedesca (n. 1884)
- 1972 - Franco Serantini, anarchico italiano (n. 1951)
- 1973 - Maxine Doyle, attrice e cantante statunitense (n. 1912)
- 1973 - Arcadio María Larraona Saralegui, cardinale e arcivescovo cattolico spagnolo (n. 1887)
- 1974 - Abu Bakar di Pahang, sovrano malese (n. 1904)
- 1974 - Branquinho da Fonseca, scrittore portoghese (n. 1905)
- 1974 - Dudley Clarke, militare britannico (n. 1899)
- 1974 - Gustaf Dyrsch, cavaliere svedese (n. 1890)
- 1974 - Fred Kelly, ostacolista statunitense (n. 1891)
- 1975 - Franz Bistricky, pallamanista austriaco (n. 1914)
- 1976 - Alan Baxter, attore statunitense (n. 1908)
- 1976 - Felice Crocco, calciatore italiano (n. 1890)
- 1977 - Saverio di Borbone-Parma, militare spagnolo (n. 1889)
- 1977 - Stanisław Pyjas, patriota polacco (n. 1953)
- 1978 - Ljubov' Timofeevna Kosmodem'janskaja, attivista sovietica (n. 1900)
- 1978 - Giovanni Battista Pighi, latinista e poeta italiano (n. 1898)
- 1979 - Heinz Reinefarth, generale e criminale di guerra tedesco (n. 1903)
- 1979 - Sven Utterström, fondista svedese (n. 1901)
- 1979 - Axel Wikström, fondista svedese (n. 1907)
- 1980 - Federico Cafiero, matematico italiano (n. 1914)
- 1980 - Margaret Cole, politica e scrittrice inglese (n. 1893)
- 1980 - Aoua Kéita, politica e scrittrice maliana (n. 1912)
- 1980 - Emilio Manazza, calciatore italiano (n. 1906)
- 1981 - Du Yuming, generale e politico cinese (n. 1904)
- 1981 - Michele Melazzini, banchiere e politico italiano (n. 1900)
- 1981 - Friedrich Seipelt, arbitro di calcio austriaco (n. 1915)
- 1982 - Claudio Barrientos, pugile cileno (n. 1936)
- 1982 - Ol'ga Skorochodova, insegnante e scrittrice sovietica (n. 1911)
- 1984 - Albert Becker, scacchista austriaco (n. 1896)
- 1984 - Max Palmer, wrestler, attore e religioso statunitense (n. 1927)
- 1984 - Ruth Renick, attrice statunitense (n. 1893)
- 1985 - Dawn Addams, attrice britannica (n. 1930)
- 1985 - Carlos Mota Pinto, politico portoghese (n. 1936)
- 1986 - Fausto Bocchi, politico e partigiano italiano (n. 1920)
- 1986 - Ferdinand Bruhin, calciatore svizzero (n. 1908)
- 1986 - Charlie Colombo, calciatore statunitense (n. 1920)
- 1986 - Gaston Defferre, politico francese (n. 1910)
- 1986 - Alfredo Pezzana, schermidore e dirigente sportivo italiano (n. 1893)
- 1986 - Selman Selmanagić, architetto tedesco (n. 1905)
- 1986 - Herma Szabo, pattinatrice artistica su ghiaccio austriaca (n. 1902)
- 1987 - Colin Blakely, attore britannico (n. 1930)
- 1988 - Alberto de Zavalía, regista, produttore cinematografico e sceneggiatore argentino (n. 1911)
- 1989 - Earl J. Hamilton, storico statunitense (n. 1899)
- 1989 - Ruggero Maccari, sceneggiatore e regista italiano (n. 1919)
- 1990 - Elizeth Cardoso, cantante e attrice brasiliana (n. 1920)
- 1990 - Nives Comas Casati, pittrice, scenografa e stilista italiana (n. 1901)
- 1990 - Andrea Karađorđević, principe serbo (n. 1929)
- 1991 - Hans Bender, medico e psicologo tedesco (n. 1907)
- 1991 - Franco D'Attoma, imprenditore e dirigente sportivo italiano (n. 1923)
- 1991 - Eugenio Plaja, diplomatico italiano (n. 1914)
- 1991 - Wolfgang Reichmann, attore tedesco (n. 1932)
- 1992 - Kiril Stankov, calciatore bulgaro (n. 1949)
- 1993 - Alessandra Adari, attrice italiana (n. 1914)
- 1993 - Luigi Candiani, architetto italiano (n. 1888)
- 1993 - Maria Gentile, soprano italiano (n. 1902)
- 1993 - Mary Philbin, attrice statunitense (n. 1902)
- 1993 - Hap Sharp, pilota di Formula 1 statunitense (n. 1928)
- 1994 - Haim Bar-Lev, generale e politico israeliano (n. 1924)
- 1994 - Clement Greenberg, critico d'arte statunitense (n. 1909)
- 1994 - Pahor Labib, egittologo egiziano (n. 1905)
- 1994 - Andy McEvoy, calciatore irlandese (n. 1938)
- 1994 - Margaret Skeete, supercentenaria statunitense (n. 1878)
- 1994 - Ion Aurel Stoica, politico romeno (n. 1943)
- 1995 - María Luisa Bemberg, regista cinematografica e sceneggiatrice argentina (n. 1922)
- 1995 - Helen Varcoe, nuotatrice britannica (n. 1907)
- 1996 - Franco Coggiola, etnomusicologo e archivista italiano (n. 1939)
- 1997 - Sydney Joseph Freedberg, storico dell'arte statunitense (n. 1914)
- 1998 - István Hasznos, pallanuotista ungherese (n. 1924)
- 1998 - Allan McLeod Cormack, fisico sudafricano (n. 1924)
- 1998 - Eddie Rabbitt, cantautore e musicista statunitense (n. 1941)
- 1999 - Michele Abbate, politico italiano (n. 1950)
- 1999 - Schalom Ben-Chorin, giornalista e teologo tedesco (n. 1913)
- 1999 - Nick Pagano, cantante italiano (n. 1939)
- 2000 - Douglas Fairbanks Jr., attore e militare statunitense (n. 1909)
- 2000 - Zinaida Gilel's, violinista e insegnante sovietica (n. 1924)
- 2000 - Hideo Hamamura, maratoneta giapponese (n. 1928)
- 2000 - José Luis López de Lacalle, giornalista e attivista spagnolo (n. 1938)

## XXI secolo(143)
- 2001 - Giacomo di Borbone-Busset, scrittore e diplomatico francese (n. 1912)
- 2001 - Joseph Greenberg, linguista e antropologo statunitense (n. 1915)
- 2001 - Margaretha Krook, attrice svedese (n. 1925)
- 2001 - Vicki Lester, attrice e modella statunitense (n. 1915)
- 2001 - Boris Ryžij, poeta e geologo russo (n. 1974)
- 2001 - Simon Slåttvik, combinatista nordico norvegese (n. 1917)
- 2001 - Al Tucker, cestista statunitense (n. 1943)
- 2002 - Kevyn Aucoin, truccatore e fotografo statunitense (n. 1962)
- 2002 - Durga N. Bhagvat, letterata e sociologa indiana (n. 1910)
- 2002 - Basappa Danappa Jatti, politico indiano (n. 1913)
- 2002 - Ewart Jones, chimico gallese (n. 1911)
- 2002 - Robert Kanigher, fumettista e editore statunitense (n. 1915)
- 2002 - Tadeusz Majewski, vescovo vetero-cattolico polacco (n. 1926)
- 2002 - Stefano Mangold, tennista italiano (n. 1914)
- 2002 - Masakatsu Miyamoto, calciatore e allenatore di calcio giapponese (n. 1938)
- 2002 - Xavier Montsalvatge, compositore spagnolo (n. 1912)
- 2002 - Vitale Nocerino, giocatore di biliardo italiano (n. 1962)
- 2003 - Vincenzo Marsico, allenatore di calcio e calciatore italiano (n. 1912)
- 2003 - George Morrow, informatico statunitense (n. 1934)
- 2004 - Nicholas Berg, imprenditore statunitense (n. 1978)
- 2004 - Diana Chesney, attrice statunitense (n. 1916)
- 2004 - Chil Rajchman, superstite dell'Olocausto polacco (n. 1914)
- 2005 - Pierluigi de Mas, disegnatore, regista e animatore italiano (n. 1934)
- 2005 - Peter Wallace Rodino Jr., politico e avvocato statunitense (n. 1909)
- 2005 - Otilino Tenorio, calciatore ecuadoriano (n. 1980)
- 2006 - Svend Jørgen Hansen, calciatore danese (n. 1922)
- 2006 - Alfréd Jindra, canoista cecoslovacco (n. 1930)
- 2006 - Machiko Soga, attrice e doppiatrice giapponese (n. 1938)
- 2007 - Isabella Blow, editrice britannica (n. 1958)
- 2007 - Shirl Conway, attrice statunitense (n. 1916)
- 2007 - Diego Corrales, pugile statunitense (n. 1977)
- 2007 - Emma Lehmer, matematica russa (n. 1906)
- 2007 - Gino Pariani, calciatore statunitense (n. 1928)
- 2007 - Arch Whiting, attore statunitense (n. 1936)
- 2008 - Carlo Alberto Madrignani, storico della letteratura italiano (n. 1936)
- 2009 - Paul Nolen, cestista statunitense (n. 1929)
- 2010 - Nardo Dunchi, scultore e partigiano italiano (n. 1914)
- 2010 - Pamela Green, modella, attrice e editrice britannica (n. 1929)
- 2010 - Wally Hickel, politico statunitense (n. 1919)
- 2010 - Adele Mara, attrice statunitense (n. 1923)
- 2010 - Giuseppe Ogna, pistard e ciclista su strada italiano (n. 1933)
- 2010 - Sandro Ruffo, naturalista italiano (n. 1915)
- 2011 - Severiano Ballesteros, golfista spagnolo (n. 1957)
- 2011 - Willard Sterling Boyle, fisico canadese (n. 1924)
- 2011 - Antonio Brizioli, politico italiano (n. 1924)
- 2011 - Ross Hagen, attore, regista e doppiatore statunitense (n. 1938)
- 2011 - Miklós Hubay, drammaturgo ungherese (n. 1918)
- 2011 - Eilert Määttä, hockeista su ghiaccio svedese (n. 1935)
- 2011 - Jane Rhodes, mezzosoprano e soprano francese (n. 1929)
- 2011 - Gunter Sachs, fotografo, imprenditore e astrologo tedesco (n. 1932)
- 2012 - Ivan Allen, danzatore statunitense (n. 1930)
- 2012 - Jules Bocandé, calciatore senegalese (n. 1958)
- 2012 - Betty Clark, cestista statunitense (n. 1931)
- 2012 - Andrea Crisanti, scenografo e costumista italiano (n. 1936)
- 2012 - Danilo De Girolamo, attore, doppiatore e direttore del doppiaggio italiano (n. 1956)
- 2013 - Ray Harryhausen, produttore cinematografico, effettista e animatore statunitense (n. 1920)
- 2013 - Ferruccio Mazzola, calciatore, allenatore di calcio e dirigente sportivo italiano (n. 1945)
- 2013 - Peter Rauhofer, disc jockey e produttore discografico austriaco (n. 1965)
- 2013 - George Sauer, giocatore di football americano statunitense (n. 1943)
- 2013 - Jan Villerius, calciatore olandese (n. 1939)
- 2013 - Aubrey Woods, attore e cantante britannico (n. 1928)
- 2014 - Tony Genaro, attore statunitense (n. 1942)
- 2014 - William Meyers, pugile sudafricano (n. 1943)
- 2014 - Terry Miller, pallanuotista britannico (n. 1932)
- 2014 - Farley Mowat, etologo e scrittore canadese (n. 1921)
- 2014 - Colin Pillinger, astrofisico britannico (n. 1943)
- 2015 - Samuel Frederick Edwards, fisico gallese (n. 1928)
- 2015 - Euro Giannini, calciatore italiano (n. 1926)
- 2015 - Magnus Schädler, slittinista liechtensteinese (n. 1942)
- 2016 - Howard Garfinkel, dirigente sportivo statunitense (n. 1929)
- 2016 - Mario Hopenhaym, arbitro di pallacanestro uruguaiano (n. 1926)
- 2016 - José Roberto Marques, calciatore brasiliano (n. 1945)
- 2016 - George Ross, allenatore di calcio e calciatore scozzese (n. 1943)
- 2016 - Kōhō Watanabe, monaco buddhista giapponese (n. 1942)
- 2017 - Yoshimitsu Banno, regista, sceneggiatore e produttore cinematografico giapponese (n. 1931)
- 2017 - Cristiano Censi, attore e insegnante italiano (n. 1934)
- 2017 - Ugo Fabietti, antropologo italiano (n. 1950)
- 2017 - Elon Lages Lima, matematico brasiliano (n. 1929)
- 2017 - Gholam Reza Pahlavi, principe, militare e scrittore iraniano (n. 1923)
- 2017 - Thomas Anthony White, arcivescovo cattolico irlandese (n. 1931)
- 2017 - Wu Wenjun, matematico cinese (n. 1919)
- 2017 - Hubertus Antonius van der Aa, botanico e micologo olandese (n. 1935)
- 2018 - Salvatore Bugnatelli, regista, attore e autore televisivo italiano (n. 1943)
- 2018 - Maurane, cantante e attrice belga (n. 1960)
- 2018 - Miki Muster, fumettista e regista sloveno (n. 1925)
- 2018 - Ermanno Olmi, regista, sceneggiatore e produttore cinematografico italiano (n. 1931)
- 2018 - António Saraiva, calciatore portoghese (n. 1934)
- 2018 - Amedeo Stenti, calciatore italiano (n. 1940)
- 2018 - Miroslav Vardić, calciatore jugoslavo (n. 1944)
- 2019 - Pedro Gamarro, pugile venezuelano (n. 1955)
- 2019 - Boris Kušner, matematico, poeta e saggista russo (n. 1941)
- 2019 - Héctor Santos, calciatore uruguaiano (n. 1944)
- 2019 - Adam Svoboda, hockeista su ghiaccio ceco (n. 1978)
- 2019 - Arnaldo Taurisano, allenatore di pallacanestro italiano (n. 1933)
- 2019 - Jean Vanier, filosofo e filantropo canadese (n. 1928)
- 2019 - Michael Wessing, giavellottista tedesco (n. 1952)
- 2020 - Jon Edward Ahlquist, ornitologo e biologo statunitense (n. 1944)
- 2020 - Vladimir Beljaev, sollevatore sovietico (n. 1940)
- 2020 - Giuseppe Candurra, calciatore italiano (n. 1932)
- 2020 - Ty, rapper britannico (n. 1972)
- 2020 - Francesco De Feo, regista e sceneggiatore italiano (n. 1920)
- 2020 - Bob Krieger, fotografo e scultore italiano (n. 1936)
- 2020 - Daisy Lúcidi, attrice, conduttrice radiofonica e politica brasiliana (n. 1929)
- 2020 - John Macurdy, basso statunitense (n. 1929)
- 2020 - Eugenio Ravignani, vescovo cattolico italiano (n. 1932)
- 2020 - Peque Gallaga, regista filippino (n. 1943)
- 2020 - Joseph Zhu Baoyu, vescovo cattolico cinese (n. 1921)
- 2021 - Angelica Bella, attrice pornografica ungherese (n. 1968)
- 2021 - Cassiano, cantautore, compositore e chitarrista brasiliano (n. 1943)
- 2021 - Giovanni Cuojati, politico italiano (n. 1938)
- 2021 - Hubert Hughes, politico anguillano (n. 1933)
- 2021 - Tawny Kitaen, modella e attrice statunitense (n. 1961)
- 2021 - Egor Kuz'mič Ligačëv, politico sovietico (n. 1920)
- 2021 - Martín Pando, calciatore e allenatore di calcio argentino (n. 1934)
- 2021 - Ahmed Tarbi, sollevatore algerino (n. 1954)
- 2022 - Adel Al Mulla, calciatore qatariota (n. 1970)
- 2022 - Antón Arieta, calciatore spagnolo (n. 1946)
- 2022 - Jurij Averbach, scacchista, scrittore e compositore di scacchi russo (n. 1922)
- 2022 - Jürgen Blin, pugile tedesco (n. 1943)
- 2022 - Elisa Maria Damião, politica portoghese (n. 1946)
- 2022 - Mickey Gilley, cantante e musicista statunitense (n. 1936)
- 2022 - Kang Soo-yeon, attrice sudcoreana (n. 1966)
- 2022 - Jack Kehler, attore statunitense (n. 1946)
- 2022 - Bruce MacVittie, attore statunitense (n. 1956)
- 2022 - Maria Radnoti-Alföldi, archeologa e numismatica ungherese (n. 1926)
- 2022 - Antonio Tiberio, psicologo e scrittore italiano (n. 1946)
- 2022 - Angela Tiraboschi, supercentenaria italiana (n. 1910)
- 2022 - Gaetano Valenti, politico italiano (n. 1946)
- 2023 - Grace Bumbry, mezzosoprano e soprano statunitense (n. 1937)
- 2023 - Giorgio Mazzanti, chimico e dirigente pubblico italiano (n. 1928)
- 2023 - Filippo Ottoni, direttore del doppiaggio, dialoghista e sceneggiatore italiano (n. 1938)
- 2023 - Bobby Wilson, giocatore di football americano statunitense (n. 1968)
- 2023 - Soňa Červená, mezzosoprano e attrice teatrale ceca (n. 1925)
- 2024 - Steve Albini, produttore discografico, chitarrista e cantante statunitense (n. 1962)
- 2024 - Marcella Emiliani, saggista e storica italiana (n. 1949)
- 2024 - Joan Rigol, politico spagnolo (n. 1943)
- 2025 - Joe Don Baker, attore statunitense (n. 1936)
- 2025 - Nino Marazzita, avvocato, giornalista e personaggio televisivo italiano (n. 1938)
- 2025 - Cleopa Msuya, politico tanzaniano (n. 1931)
- 2025 - Jacob Palis, matematico brasiliano (n. 1940)
- 2025 - Enea Riboldi, disegnatore e illustratore italiano (n. 1954)
- 2025 - Angelo Rinaldi, scrittore, critico letterario e giornalista francese (n. 1940)
- 2025 - Giacinto Russo, politico italiano (n. 1953)

## Senza anno specificato(1)
- Geneclio di Cartagine, vescovo